# Ère Manju
L'ère Manju (en japonais : 万寿) est une des ères du Japon (年号, nengō, littéralement « le nom de l'année ») suivant l'ère Jian et précédant l'ère Chōgen s'étendant du mois de juillet 1024 au mois de juillet 1028. L'empereur régnant est Go-Ichijō-tennō (後一条天皇).

## Changement de l'ère
- 1024 Manju gannen (万寿元年?) :Le nom de la nouvelle ère est créé pour marquer un événement ou une série d'événements. L'ère précédente se termine là où commence la nouvelle, en  Jian 4, le 13e jour du 7e mois de 1024[1].

## Événements de l'ère Manju
- 1024 (Manju 1) : Fujiwara no Kintō se retire de ses fonctions publiques et s'installe à Kitayama au nord de Kyoto[2].
- 4 mai 1026 (Manju 3, 15e jour du 4e mois) : Éclipse partielle du Lune[3].
- 1027 (Manju 4) : Fujiwara no Michinaga meurt à l'âge de 62 ans[4].

| Manju     | 1re  | 2e   | 3e   | 4e   | 5e   |
| Grégorien | 1024 | 1025 | 1026 | 1027 | 1028 |